# Edvard Kocbek
Edvard Kocbek (Sveti Jurij ob Ščavnici, 1904. szeptember 27. – Ljubljana, 1981. november 3.) szlovén író, költő, esszéista, fordító, a keresztény szocialisták tagja a Szlovén Nemzet Felszabadítási Frontjában, illetve a Szlovén Partizánok tagja. A legkiemelkedőbb szlovén nyelven író szerzők között tartják számon, és az egyik legjobb költő Prešeren után. Politikai szerepe miatt a II. világháború alatt és után az egyik legvitatottabb alak a 20. századi Szlovéniában.

## Élete

### Fiatalkora és tanulmányok
Kocbek St. Georgen an der Stainz (ma Sveti Jurij) falujában született a Stájerországi Hercegségben (az akkori Osztrák-Magyar Monarchia, ma Szlovénia területén), nem messze az akkori magyar határtól, a Prlekija tájegységen. Apja, Valentin Kocbek eredetileg a szomszédos Szlovén gorice vidékéről származott, míg édesanyja, Matilda, az Ormosd melletti St. Thomas (ma Sveti Tomaž) kisvárosból származott. Miután Edvard a helyi római katolikus templom orgonistája lett, St. Georgenba költöztek. Edvard a szülők második gyermeke, három testvére volt.
Marburgban (ma Maribor) német nyelvű középiskolába járt, ahol lelkes tanúja volt annak, hogy hogyan foglalták el a várost Rudolf Maister vezetésével a szlovén önkéntesek. Ezt követően átiratkozott egy szlovén nyelvű középiskolába az akkor már Ptuj nevet viselő Pettauba. Ptuji tartózkodása alatt barátkozott össze a később szerkesztőként és papként tevékenykedő Stanko Cajnkarral és a drámaíró Ivan Mrakkal. Szlovén nyelvtanára Anton Sovre volt, aki görög nyelvről fordított, a két világháború közötti időszak legkiemelkedőbb alakja. Ő volt az első, akinek feltűnt Kocbek írói tehetsége, és bátorította, hogy írjon, és vegyen részt drámával foglalkozó körökben. Ekkor kezdődött Kocbek korai szenvedélye a francia nyelv és kultúra iránt, illetve ugyanekkor kezdett el tevékenykedni a katolikus sport klubban, az Orel-ben.

### Fiatalkori tevékenysége
Miután végzett a ptuji középiskolában, beiratkozott a maribori gimnáziumba, ahol azon diákok generációjába tartozott, akik elsőként végezhették el tanulmányaikat teljes mértékben szlovén nyelven (korábban az órák egy része német nyelvű volt). Gimnáziumi évei alatt csatlakozott a fiatal keresztény szocialisták csoportjához, akik Janez Evangelist Krek (szlovén keresztényszocialista politikai aktivista) és Ivan Cankar (szociáldemokrata szerző) örökségét akarták továbbvinni. Ezt a fiatal katolikus megmozdulást a német katolikus teológus és filozófus, Romano Guardini inspirálta. Autentikusabb liturgiákra és vallásosságra törekedtek, ami a hívő ember Istennel való személyes kapcsolatán alapulna; elutasították a klerikalizmust, a szociális konzervativizmust és a kapitalizmust, és egy etikus, megújuló személyiségen alapuló új szociális rend fejlődését követelték. A csoport szlovén nevén križarji -ként ismert, a Križ na gori ("Kereszt a hegyen") folyóirat után elnevezve, melyet Anton Vodnik költő szerkesztett, aki a csoport egyik lelki vezetőjévé vált.
1925-ben Kocbek leérettségizett a maribori gimnáziumban, majd egy hosszú kirándulásra ment Olaszországba egyik közeli barátjával, Pino Mlakar-ral. Visszatérése után úgy döntött, hogy beiratkozik a maribori papi szemináriumra, ezt azonban két év után otthagyta, és beiratkozott a Ljubljanai Egyetemre, ahol francia nyelvet és irodalmat tanult. 1928-ban a Križ na gori ("Kereszt a hegyen") folyóirat főszerkesztője lett, amely ekkor Križ-re (Kereszt) változtatta a nevét. Továbbra is a fiatal katolikus mozgalom aktív tagja volt, valamint ugyanekkor publikálta első verseit a kiemelkedő katolikus kulturális magazinban, a Dom in svet -ben (Otthon és világ).
1928 és 1929 között egy évet töltött Berlinben, ahol részt vett Romano Guardini óráin, a Humboldt Egyetemen. Itt kapcsolatokat is épített a helyi baloldali, főként marxista szubkultúrákkal.
Miután visszatért Jugoszláviába és befejezte tanulmányait, általános iskolákban tanított Belováron, Horvátországban.
1931-ben ösztöndíjat kapott Lyon-ba. Párizst is meglátogatta, ahol találkozott Emmanuel Mounierrel (francia gondolkodó), aki bevezette a perszonalista filozófiába.
Élete végéig kapcsolatban maradt a francia Esprit magazin köreivel.
Miután 1932-ben visszatért Jugoszláviába, Belovárról Varasdra helyezték át (szintén Horvátország), ugyanakkor szoros kapcsolatban maradt szlovén szellemiségi körökkel. 1935-ben jelentette meg első versgyűjteményét (Zemlja), melyet a vidéki élet hódolatául szánt. Ebben az évben feleségül vette a horvát származású, varasdi Zdravka Koprivnjakot.
1936-ban visszatért Szlovéniába, és francia nyelvű professzorként tanított a tekintélyes Bežigradi nyelviskolában.

### Anti-fasiszta ellenállás
1937-ben Kocbek írt egy cikket Premišljevanje o Španiji (Gondolatok Spanyolországról) címmel, amelyben a spanyol papságot támadta, amiért az Francisco Franco fasiszta erőit támogatta a spanyol polgárháború során. A cikk, amelyet a Dom in svet (Otthon és világ) című folyóiratban közöltek, botrányt okozott a szlovén katolikusok körében, amely tetőfokát azzal érte el, hogy Kocbek pozícióját maga a püspök, Gregorij Rožman ítélte el. Ennek következményeként, Kocbek a keresztény baloldal tudósító alakja lett Szlovéniában.
1938-ban Kocbek megalapított egy új folyóiratot, a Dejanje-t (Akció) , mely hamarosan Szlovénia egyik legbefolyásosabb folyóiratává nőtte ki magát.
1937 és 1941 között kétoldalú álláspontja volt a kommunizmus felé: egyrészről a bal- és jobb totalitarizmus ellen volt, másrészről kapcsolatban állt mind a szlovén kommunistákkal, mind a baloldali liberális szellemiséggel, arra törekedvén, hogy alapítsanak egy népfrontot a fasiszta fenyegetések ellen. A Szlovén Nemzet Liberális Frontjának egyik alapító tagja.
Az olasz megszállás után Kocbek csatlakozott az olasz partizánokhoz, ahol 1943-ban kénytelen volt egyetérteni a Keresztény Szocialista párt felszámolásával a Liberális Fronton belül, és el kellett ismernie Szlovénia Kommunista Pártjának abszolút elsőbbségét a Partizánokon belül.
Éppen a második világháború vége előtt szlovén miniszteri posztra jelölte Josip Broz Tito az ideiglenes jugoszláv kormányban. A háború vége után további funkciókat töltött be a kommunista rezsimen belül, azonban egyik sem járt hatalommal.

### Távozása a közéletből
1951-ben Kocbek megjelentetett egy novelláskötetet Strah in pogum (Félelem és bátorság) címmel, amelyben a II. világháború alatti partizán harcok ügyeit érintette. A kommunista rezsim ezt a könyvet használta ürügyként, hogy egy hatalmas propaganda támadást indítsanak Kocbek személye ellen, ezzel arra kényszerítve, hogy teljesen visszavonuljon a közélettől, és élete végéig megfigyelés alatt álljon (1952-től). A következő évtizedben nem vállalhatott nyilvános megjelenést, könyveit és esszéit egyedül publikálhatta. Ebben az időszakban fordításból kereste bevételét. Többek között Balzac, Guy de Maupassant, Antoine de Saint-Exupéry, és Max Frisch műveit fordította.
Az elszigeteltség évei alatt a költészethez fordult, amiben a modern stílus etikai és filozófiai kérdéseit fedezte fel. 1964 után több nyilvános megjelenést vállalhatott, és 1952 után több versét is publikálhatta, első alkalommal. Későbbi modernista költészete fontos inspirációvá vált a fiatal szlovén szerzők generációja számára, olyan vezető egyéniségeket beleértve, mint Dominik Smole, Jože Snoj, Tomaž Šalamun, Marjan Rožanc és sokan mások.

### A Zaliv-botrány
Az 1975-ös Zaliv-botrányt követően a kommunista rezsim egy újabb becsmérlő kampányt indított ellene. A Jugoszlávián lévő nemzetközi nyomás, főleg a német Heinrich Böll író közbelépése volt valószínűleg a fő indok, amely megvédte Kocbeket a büntetőeljárástól. 1981-ben halt meg Ljubljanában, a Žale temetőben helyezték nyugalomra.

### Üldöztetés
1952-es közélettől való visszavonulása után, Kocbeket a Jugoszláv Titkos Rendőrség állandó megfigyelés alatt tartotta. Életét, (melyet 584-es számmal jelöltek) 4,268 oldalra jegyezték le 1944 és 1981 között. A titkos rendőrség 69 tisztviselője követte 1952 és 1981 között. Sok közeli barátját a rendőrség alkalmazta, hogy kémkedjenek utána. A legtöbb jelentést Jože Javoršek (esszéista) írta.
1976-ban két közelebbi barátját, Viktor Blažič-ot és Franc Miklavčič-ot letartóztatták, mondván, Kocbek titkos köréhez tartoznak. Magát Kocbeket viszont sosem tartóztatták le, habár a rendőrség számos alkalommal kihallgatta. Számos személyes aktáját ellopták, ezek sosem kerültek elő, és a lakását bedrótozták. Az 1970-es évek közepén, a lakás felújítása során kisebbik fia, Jurij Kocbek egy mikrofont talált a falban. Erről egy híres verset is írt Mikrofon a falban (Mikrofon v zidu) címmel.

### Magánélete
Edvard Kocbek házas volt, három gyermeke született. Lánya, Lučka 1973-ban, 34 évesen agyvérzés következtében meghalt. Idősebbik fia, Matjaž Kocbek (1946–2013) elismert költővé vált, fiatalabbik fia, a korábban említett Jurij Kocbek (1949–2009) pedig fotográfus és grafikus volt.
A szlovén nyelv mellett Kocbek folyékonyan beszélt németül, franciául és szerb-horvátul, tudott latinul és ógörögül is.

### Örökség és megemlékezés
A 80-as, de főleg a 90-es években Kocbek irodalmi munkássága nagyérdeművé vált, írói szerepe pozitívan újraértékelődött. 1998-ban Ljubljanában (Bežigrad városrészen) utcát neveztek el róla, Celjében szintén.
2004-ben, születésnapjának századik évfordulóját számos rendezvénnyel ünnepelték, lezárván egy hivatalos állami ünnepéllyel, melynek szószólója a szlovén miniszterelnök, Anton Rop volt. A költő ülő, bronzból készült szobrát ünnepélyesen felavatták a Tivoli-tó mellett a ljubljanai Tivoli parkban. A szobrász Boštjan Drinovec.

## Munkái

### Költészet
- Zemlja – / "Föld" , Ljubljana: Nova založba, 1934 /
- Groza – /"Rettegés". Ljubljana: Slovenska matica, 1963/
- Poročilo: pesmi – /"Jelentés: versek"; Maribor: Založba Obzorja, 1969/
- Žerjavica – /"Parázs". Trieste: Založništvo tržaškega tiska, 1974/
- Zbrane pesmi – /"Összegyűjtött versek". Ljubljana: Cankarjeva zalozba, 1977/

### Próza
- Strah in pogum: štiri novele – /"Félelem és bátorság: négy rövid történet". Ljubljana: Državna založba Slovenije, 1951/

### Esszék és naplók
- Tovarišija: dnevniški zapiski od 17. maja 1942 do 1. maja 1943 – /"Elvtársiasság: naplóbejegyzések 1942. május 17-től 1943. május 1-ig.". Ljubljana: Državna založba Slovenije, 1949).
- Slovensko poslanstvo : dnevnik s poti v Jajce 1943 /"A szlovén küldetés: napló az útról Jajce-ba, 1943". Celje: Mohorjeva družba, 1964/
- Listina : dnevniški zapiski od 3. maja do 2. decembra 1943 ("A dokumentum: naplóbejegyzések 1943. május 3-tól 1943. december 2-ig. " Ljubljana: Slovenska matica, 1967).
- Eros in seksus Ljubljana: Naše tromostovje, 1970), with a preface by Franc Rode.
- Svoboda in nujnost: pričevanja "Szabadság és szükség: bizonyságok". Celje: Mohorjeva družba, 1974
- Krogi navznoter "Belső körök". Ljubljana: Slovenska matica, 1977
- Pred viharjem "Vihar előtt". Ljubljana: Slovenska matica, 1980
- Sodobni misleci "Kortárs gondolkodók". Ljubljana: Slovenska matica, 1981

## Magyar fordításban
- Félelem és bátorság. Négy novella; ford. Gállos Orsolya; Forum–Európa, Újvidék–Bp., 1990
- Éjszakai ünnepély; ford. Csordás Gábor; Jelenkor, Pécs, 2006 (Kiseurópa)
- Kisfiú a fán. Dialektikus versek; vál., ford. Lukács Zsolt; Széphalom Könyvműhely, Bp., 2006 http://www.szephalom-konyvmuhely.hu/konyvek/kisfiu-fan
- Dialektika ; Az elme szabadságáról ; Változás[3] – 2005, Lukács Zsolt
- Esedezem[4] – fordította Lukács Zsolt, 2005
- Mikrofon a falban ; Életem[5] – Lukács Zsolt, 2004
- A modern szlovén költészet változatai[6] – 2005, Lukács Zsolt
- Razumnik pred odločitvijo : izbrani eseji[7] – /Az értelmiség válaszút előtt : válogatott esszék / [fordította Gállos Orsolya]/
- Lipicanci[8] – Novak, Boris A., Krainer, Matjaž P. F., Putrih, Boštjan
- Kakukk; Az elfelejtett lány, Sötétség, Mikrofon a falban, Képzeld, hogy e betűk itt hangjegyek; Nem szállhatok a mennybe vékonyulva...[9] [Csordás Gábor]